# Сьєса (Кантабрія)
Сьєса (ісп. Cieza) — муніципалітет в Іспанії, у складі автономної спільноти Кантабрія. Населення — 614 осіб (2009).
Муніципалітет розташований на відстані близько 310 км на північ від Мадрида, 34 км на південний захід від Сантандера.
На території муніципалітету розташовані такі населені пункти: Кольядо, Вільясусо-де-Сьєса, Вільяюсо-де-Сьєса (адміністративний центр).

## Демографія
Динаміка населення (INE ):

## Галерея зображень

Розташування муніципалітету